# Simbolul rușinii

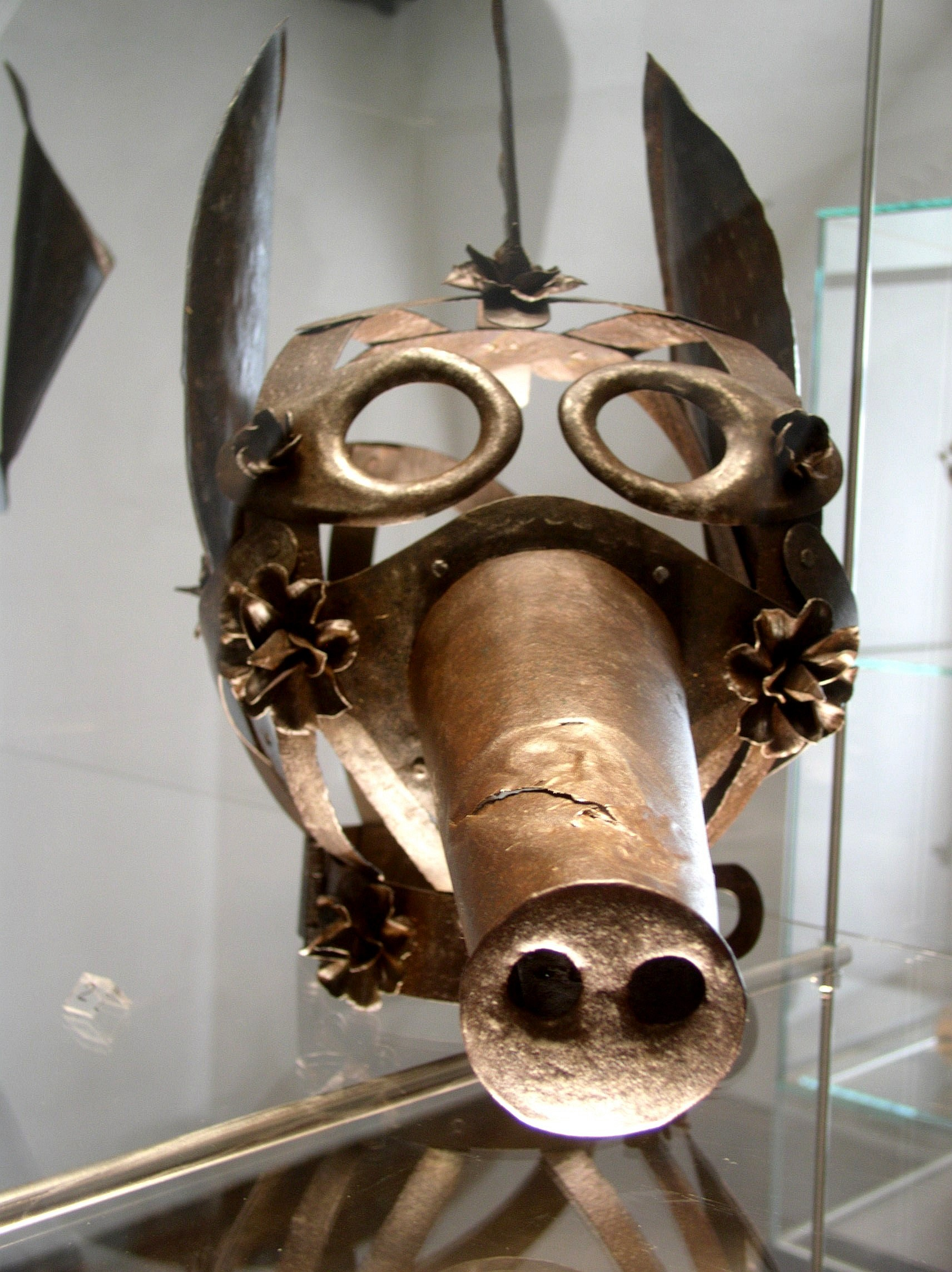
O „mască a rușinii” medievală

Simbolul rușinii, cunoscut de asemenea și ca emblema rușinii sau pur și simplu ca un stigmat, reprezintă de regulă un semn distinctiv cerut a fi purtat de către un grup specific de persoane sau o singură persoană, având ca scop umilința publică, ostracismul sau persecutarea publică. În Anglia, în temeiul actului Legii Săracilor din anul 1697, nevoiașii care beneficiau de ajutor de la parohie erau obligați să poarte pe umărul mâinii drepte un semn constând dintr-o pânză albastră sau roșie. Aceasta trebuia să fie cât mai la vedere pentru a face viața săracilor mai umilitoare. Ecusonul galben, pe care evreii erau obligați să-l poarte în diverse părți ale Europei în Evul Mediu, iar mai târziu în Germania nazistă și regiunile ocupate de germani, era destinată a fi un simbol al rușinii. Denumirea s-ar putea referi și la măștile identificate a fi asociate cu rușinea. Semnul biblic al lui Cain poate fi, de asemenea, interpretat ca un simbol al rușinii. De asemenea, termenul este folosit metaforic, în special în sens peiorativ, pentru a caracteriza drept rușinos un lucru asociat cu o persoană sau un grup de persoane.

## Istorie

### Depilarea
Depilarea punitivă a bărbaților, mai ales arderea părului pubian, era desemnată a fi o emblemă a rușinii în culturile antice mediteraneene, acolo unde părul de pe corp al bărbaților era prețuit. Femeile care comiteau adulter erau, de asemenea, silite să poarte semne sau embleme specifice, sau să aibă părul tuns, ca simbol al rușinii. Multe femei care fraternizau cu forțele de ocupație germane, din Europa ocupată de naziști, aveau părul ras de către gloatele nemulțumite ale semenilor lor după eliberarea de către Aliații din al Doilea Război Mondial.
În timpul războiului, naziștii utilizau și ei raderea părului capilar ca semn al rușinii, pentru a pedepsi germanii precum tinerii nonconformiști cunoscuți ca Pirații Edelweiss.

### Îmbrăcăminte
În Roma antică, atât bărbații cât și femeile purtau inițial o togă, însă de-a lungul timpului matroanele au adoptat stola, în timp ce prostituatele au păstrat toga. Mai târziu, sub auspiciile legii Lex Julia, femeile acuzate de prostituție erau forțate să poarte o toga muliebris ca însemn al rușinii. Femeile divorțate din cauza adulterului purtau și ele o astfel de îmbrăcăminte.
La începutul secolului al XIII-lea, Papa Inocențiu al III-lea a interzis creștinilor să maltrateze evreii, dar a sprijinit izolarea lor în societate. În cel puțin o ocazie, a asemuit acest lucru cu soarta lui Cain descrisă în Cartea Genezei, scrisă de contele de Nevers:
„Dumnezeu l-a făcut pe Cain să fie un rătăcitor și fugar de-a lungul pământului, dar a dispus un însemn asupra lui, ... rătăcitorii trebuie să rămână pe pământ până când chipul lor va fi acoperit cu rușine...”—
Mai târziu, după ce Inocențiu al III-lea a prezidat Cel de-al IV-lea conciliu din Latran în anul 1215, conciliul a adoptat canonul 68, care cerea evreilor (și musulmanilor) să adopte o îmbrăcăminte distinctă pentru a preveni interrelațiile dintre credințe. Acest canon a fost în mare măsură ignorat de către guvernele care existau de secole în Europa, până în 1269 când Regele Ludovic al IX-lea al Franței (mai târziu Ludovic cel Sfânt) a fost determinat să decreteze faptul că evreii francezi trebuie să poarte un însemn galben pe bustul lor și pe spate. După ce Cruciada Albigensiană s-a încheiat în 1229, următoarea inchiziție papală, cea a Papei Grigore al IX-lea, a impus penitența eclesiastică a crucii galbene a Catarului ca un indicativ al rușinii, spre a fi purtat de catarii pocăiți rămași, acuzați de erezie. 
În Noua Anglie colonială, în timpul secolului al XVII-lea și al XVIII-lea, judecătoriile cereau persoanelor condamnate de imoralitate sexuală să poarte litera „A” sau literele „AD” pentru adulter și litera „I” pentru incest pe hainele lor.

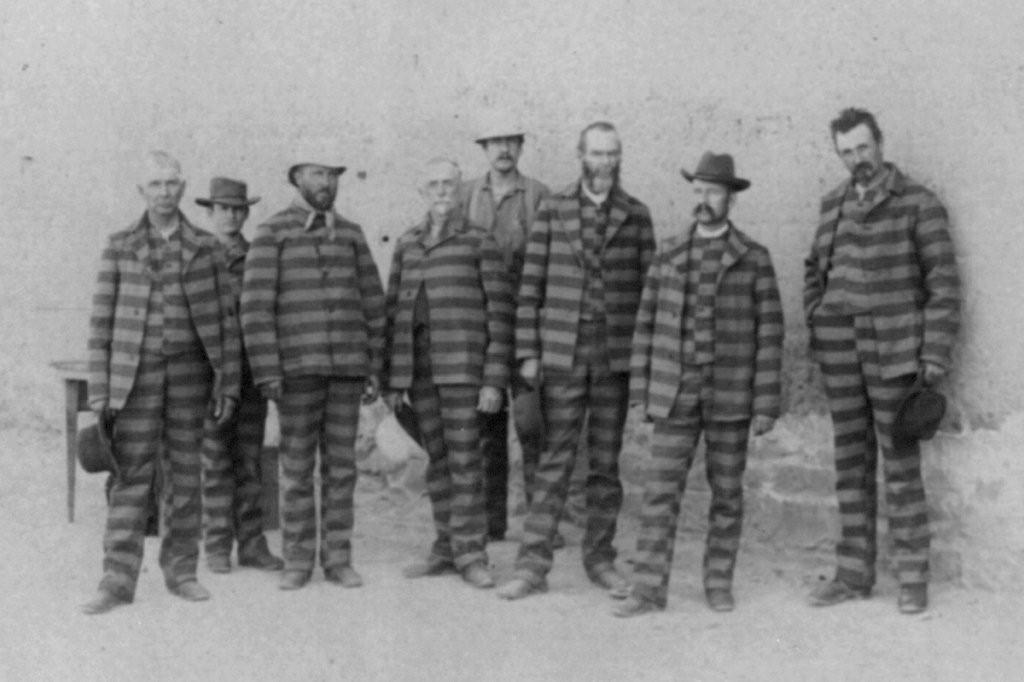
Deținuți din Utah (SUA) în jurul anului 1885 purtând uniforme de închisoare dungate, considerate un însemn al rușinii

Uniformele dungate ale deținuților erau folosite în mod uzual în secolul al XIX-lea. Ele au fost temporar abolite în Statele Unite pentru că utilizarea lor ca un semn al rușinii a fost considerată indezirabilă, cauzând umilință și iritare constantă pușcăriașilor. Ulterior, au început să fie din nou folosite deoarece opinia publică s-a schimbat. În ziua de zi, în multe dintre închisorile din America cei întemnițați sunt siliți să poarte uniforme de închisoare cu dungi. Un exemplu proeminent este Închisoarea Județeană Mericopa (eng. Mericopa County Jail) sub administrația lui Joe Arpaio, unde sunt folosite dungile albe și negre. O altă schemă de culori predominantă constă în dungi portocalii și albe. O persoană care poartă acest tip îmbrăcăminte este marcat distinct și poate fi fără greșeală identificat ca un deținut.

### Piele
De-a lungul timpului, oamenii au fost marcați în mod direct de către societăți, în practica cunoscută în general ca „însemnarea criminalilor”. Criminalii și sclavii au fost marcați încă din timpul civilizațiilor greco-romane și egiptene. Primele societăți cunoscute care au utilizat această formă de stigmatizare au fost tracii, persanii, grecii și romanii. Imoralitatea sexuală în Noua Anglie colonială era de asemenea pedepsită printr-o astfel de metodă, folosind fierul încins pe pielea feței sau pe frunte pentru ca persoanele respective să poată fi văzute de toată lumea. Această practică de a însemna oamenii pe față, într-un mod vizibil pentru toți, a fost stabilită de către Regele Eduard al VI-lea al Angliei sub auspiciile Statutului Vagabonzilor din 1547 care stipula arderea literei „S” pe obrazul sau fruntea unui sclav evadat. Pentru cei care perturbau activitățile din biserici, era folosită litera „F” de la certăreț (eng. fraymaker) arsă pe obrazul celor care se făceau vinovați. 
James Nayler, un faimos quaker englez condamnat de blasfemie în anul 1656, a fost însemnat pe frunte cu litera „B”. Până în 1829, practicarea însemnării umane a fost abolită în Anglia. În schimb, în Statele Unite ea a continuat până cel puțin în 1864, în timpul Războiului Civil American, când unii dezertori din Armata Unionistă au avut fețele lor însemnate cu litera „D”, ca semn al rușinii desemnat spre a-i descuraja pe ceilalți.

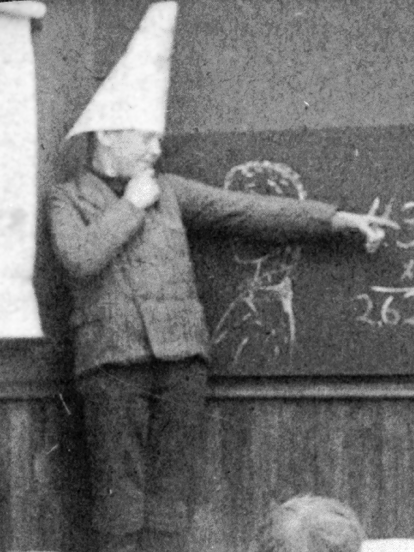
Un copil purtând un chipiu special desemnat celor care nu erau buni la învățătură sau aveau un comportament nepotrivit în clasă, cca.1906

### Articole pentru acoperirea capului
În sălile de clasă franceze de modă veche, elevii care au un comportament necuviincios trebuiau să stea într-un colț al clasei, purtând un semn pe care scria „Âne” (măgăruș). Ei erau siliți să poarte un chipiu de bufon cu urechi de măgar, care avea câteodată o formă conică și era cunoscut drept „cap d'âne” (chipiul prostănacilor). În sălile de clasă tradiționale britanice și americane, acest chipiu, adesea marcat cu litera „D” (eng. donkey), era folosit ca simbolul rușinii pentru elevii defavorizați. Chipiul nu mai este utilizat în educația modernă. Cu toate acestea, alte forme de rușine sunt încă folosite pentru a pedepsii elevii, precum izolarea în afara clasei pentru o perioadă limitată.

### Expunere
În timpuri trecute, arestații și deținuții erau cu regularitate deposedați de hainele lor uzuale și lăsați expuși cu anumite părți distincte ale corpului, care în mod normal sunt acoperite. Remarcabil este faptul că a lăsa o persoană fără pantofi, forțând-o astfel să apară în public desculță, este utilizată chiar de către cele mai civilizate popoare pentru însemna delincvenții. Încălțămintea a fost purtată în mod obișnuit de către toate clasele sociale încă din antichitate. Prin urmare, înfățișarea unei persoane desculță este în principal percepută ca fiind degradantă în contextul social, iar reputația unei persoane poate avea de suferit. Astfel, această măsură a servit în multe țări drept semn al întemnițării și al sclaviei, până în ziua de azi.

### Opritori
Prezentarea arestaților sau deținuților către public, purtând opritori (cătușe, lanțuri sau alte dispozitive similare) a servit de asemenea ca o metodă de etichetare a delincvenților încă din antichitate și până în ziua de azi. În mod obișnuit, efectul este multiplicat prin combinarea mijloacelor de marcare a oamenilor, cum ar fi uniformele de închisoare sau alt tip de îmbracăminte similară și un mod de expunere, așa cum este înfățișarea acelei persoane desculță.

## Alte înțelesuri

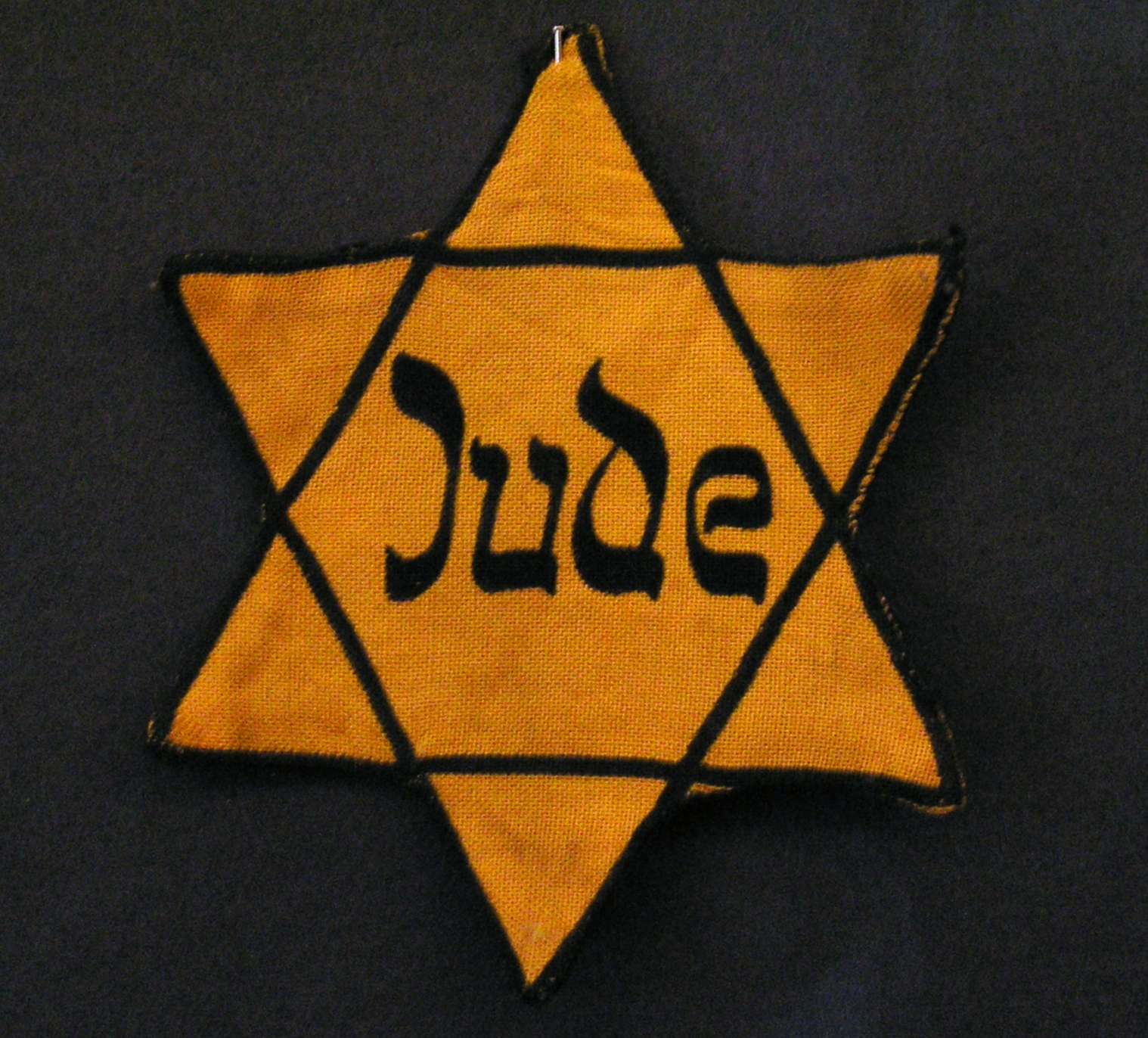
Eticheta galbenă pe care evreii erau forțați s-o poarte în Germania Nazistă ca pe un simbol al rușinii

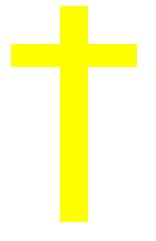
Crucea galbenă catară pentru radicali

Simbolurile rușinii din lagărele de concentrare naziste erau triunghiulare. Fiecare dintre acestea avea o culoare specifică, în funcție de motivul pentru care respectivul deținut se afla închis acolo. Evreii purtau două triunghiuri în forma stelei cu șase colțuri, Steaua lui David. Aceste simboluri, desemnate de naziști a fi însemne ale rușinii, au avut semnificații total opuse după al Doilea Război Mondial. Simbolurile triunghiulare au fost utilizate la comemorarea celor uciși în lagărele de concentrare, iar triunghiul roz, pe care deținuții homosexuali trebuiau să-l poarte, a devenit un simbol a mândriei homosexualității. Steaua lui David a sioniștilor, folosită și ea pentru versiunea nazistă a etichetei galbene, a fost ulterior adoptată pe steagul Israelului.
La polul opus, simboluri desemnate a avea conotații pozitive pot să aibă consecințe nedorite. După Primul Război Mondial, Departamentul de Război al Statelor Unite a acordat trese aurii soldaților care au servit în diferite zone de luptă din Europa. Tresele argintii acordate pentru serviciul civil în sprijinirea efortului de război erau, în schimb, considerate de mulți dintre cei cărora le erau destinate drept un simbol al rușinii.
În aprilie 1945, guvernul Cehoslovaciei a ordonat exproprierea, denaturalizarea și deportarea ulterioară a tuturor cehoslovacilor de origine maghiară sau germană. În luna mai a aceluiași an, cehoslovacii de origine germană trebuiau să poarte o banderolă albă sau galbenă, având înscrisă litera capitală „N” de la Němec (în lb. cehă - german). Banderolele au fost purtate pe dinafara hainelor până în 1947, când guvernul a reușit în cele din urmă să deporteze toți cetățenii de origine germană.
Mult mai recent, în anul 2007, poliția din Bangkok, Tailanda, a schimbat banderolele ce aveau un rol punitiv pentru polițiști. Inițial au fost folosite banderolele tartane, desemnate a fi un simbol al rușinii pentru infracțiuni minore făcute de oamenii legii. În schimb, ele au ajuns să fie tratate drept obiecte de colecționat de către ofițerii de poliție siliți să le poarte, creând un stimulent vicios. Cu toate acestea, schema revizuită a fost de asemenea curând abandonată.

## Opere ficționale
În Litera stacojie, un roman romantic clasic plasat în Puritanismul Bostonului din secolul al XVII-lea, scris de Nathaniel Hawthorne în anii 1850, personajul principal, Hester Prynne, este condusă de la închisoarea orașului, cu litera stacojie „A” pe pieptul său. Litera stacojie „A” reprezintă actul de adulter pe care ea l-a comis, fiind un simbol al păcatului ei pe care toți ceilalți oameni trebuia să-l vadă. Original ales drept un simbol al rușinii, va avea ulterior alte înțelesuri pe măsură ce viața ei ficțională evoluează în poveste.
Filmul mut Pașaportul galben din 1916, având în distribuție pe Clara Kimball Young, era cunoscut și ca Simbolul rușinii atunci când a fost reeditat în 1917.
În filmul din 2006, Pirații din Caraibe: Cufărul omului mort, Lordul Cutler Beckett (Tom Hollander) este văzut folosind pe post de vătrai un foarfece din fier pentru marcare cu litera „P”, pe care îl utiliza pentru a întipări cu fierul roșu „stigmatul piratului”, ce putea fi observat pe antebrațul drept al Căpitanului Jack Sparrow (Johnny Depp). Conform poveștii pe care se bazează filmul, Sparrow era însemnat ca pirat de către Beckett din cauza refuzului său de a transporta sclavi pentru Compania Britanică a Indiilor de Est.
În filmul Ticăloși fără glorie (eng. Inglorious Basterds), protagoniștii „sculptează” svastici pe frunțile naziștilor care supraviețuiau, pentru a le face vina cunoscută tuturor în viitor.